# Álano Barcelos
Álano Barcelos (* 13. September 1931 in Campos dos Goytacazes, Rio de Janeiro; †  16. Oktober 2008 ebenda) war ein brasilianischer Rechtsanwalt, Hochschullehrer und Politiker, der unter anderem 1982 kurzzeitig Mitglied des Bundessenats war.

## Leben
Álano Barcelos war nach einem Studium der Rechtswissenschaften als Rechtsanwalt tätig und lehrte als ordentlicher Professor für Linguistik an der Philosophischen Fakultät der Universidade Estadual do Norte Fluminense Darcy Ribeiro (UENF). Er fungierte zugleich zwischen 1964 und 1967 sowie erneut von 1971 bid 1975 als Vizedirektor und Leiter der Abteilung für Literaturwissenschaften der Philosophischen Fakultät. Er hielt rund 60 Konferenzen zu Themen der Linguistik, Philologie und Statistik in Campos dos Goytacazes und anderen Städten im Bundesstaat Rio de Janeiro ab. 1982 war er für die Partei der Demokratischen Bewegung PMDB (Partido do Movimento Democrático Brasileiro) in der 46. Legislaturperiode kurzzeitig Mitglied des Bundessenats (Senado Federal) und gehörte diesem als Vertreter des Bundesstaates Rio de Janeiro. 1988 wurde er zudem Assistenzprofessor für portugiesische Literatur (UENF).

## Veröffentlichung
- A poluição do Rio Paraíba e em torno da educação, Brasília 1982